# POSITIVE SPIRAL
『POSITIVE SPIRAL』（ポジティブ スパイラル）は、日本の女性歌手、大黒摩季の12枚目のオリジナル・アルバム。

## 概要
本作は前作『HAPPINESS』から2年7か月ぶりにリリースされたオリジナル・フルアルバム。デビュー15周年の記念アルバムとして複数のプロデューサーと丁寧に作り上げた作品で、シングルやドラマ使用曲を含む、彼女自身が作詞作曲を行なった全12曲が収録されている。
初回限定盤と通常盤の2形態でリリースされ、初回限定盤は通常盤と共通のCDに新曲3曲のビデオ・クリップと特典映像を収録したDVDと大黒のオールカラー写真集が付属した透明三方背ケース仕様となっている。

## 収録曲
| 全作詞・作曲: 大黒摩季。 |                                                        |           |            |                |      |
| #                        | タイトル                                               | 作詞      | 作曲・編曲 | 編曲           | 時間 |
| 1.                       | 「POSITIVE SPIRAL」                                    | 大黒摩季  | 大黒摩季   | 西平彰         | 4:59 |
| 2.                       | 「Groove On 〜脱いでごらん〜」                         | 大黒摩季  | 大黒摩季   | 河野圭         | 4:31 |
| 3.                       | 「失意のオーロラ」                                     | 大黒摩季  | 大黒摩季   | 西平彰         | 5:08 |
| 4.                       | 「ROCK YOU,ROCK ME」                                   | 大黒摩季  | 大黒摩季   | ラリー・ホンダ | 7:53 |
| 5.                       | 「最良の日」                                           | 大黒摩季  | 大黒摩季   | 河野圭         | 5:00 |
| 6.                       | 「名前もしらないキミに」                               | 大黒摩季  | 大黒摩季   | ラリー・ホンダ | 5:56 |
| 7.                       | 「コレデイイノ?!」(30thシングル)                       | 大黒摩季  | 大黒摩季   | 武部聡志       | 5:51 |
| 8.                       | 「テノナルホウヘ」                                     | 大黒摩季  | 大黒摩季   | 西平彰         | 6:00 |
| 9.                       | 「GO☆」                                                | 大黒摩季  | 大黒摩季   | ラリー・ホンダ | 5:25 |
| 10.                      | 「僕が君でキミがボクなら」(30thシングルのカップリング) | 大黒摩季  | 大黒摩季   | 西平彰         | 6:08 |
| 11.                      | 「栄光の金バッチ」                                     | 大黒摩季  | 大黒摩季   | 西平彰         | 8:04 |
| 12.                      | 「START LINE」                                         | 大黒摩季  | 大黒摩季   | ラリー・ホンダ | 5:27 |
| 合計時間:                | 合計時間:                                              | 合計時間: | 70:22      |                |      |

| #  | タイトル                                                      | 作詞 | 作曲・編曲 |
| -- | ------------------------------------------------------------- | ---- | ---------- |
| 1. | 「HEAVEN’S WAVES 〜Dedicated to NATSUKI IIJIMA〜」            |      |            |
| 2. | 「Make A Wish 〜Present for Make A Wish of Japan〜」          |      |            |
| 3. | 「Forever Rose 〜Present for UNO KANDA〜」                    |      |            |
| 4. | 「コレデイイノ?![PV] 〜What a peaceful world〜」(bonus track) |      |            |
| 5. | 「セルフライナーノーツインタビュー」(bonus track)             |      |            |
| 6. | 「言えなかった「ありがとう」」(bonus track)                   |      |            |

### タイアップ
- M1: 日本テレビ系NNN Newsリアルタイム内のスポーツ・コーナー「リアルSPORTS」テーマソング
- M10: 日本テレビ「私の頭の中の消しゴム」挿入曲